# Zeltweg
Zeltweg je rakouské město. Nachází se ve Štýrsku, v okresu Murtal. Žije zde přibližně 7 200 obyvatel.

## Geografie
Leží na řece Muře v nadmořské výšce 659 m, mezi Nízkými Taurami a Lavanttalskými Alpami.

## Politika

### Starostové
- 1874–1878 Heinrich Dillinger
- 1878–1884 Georg Temmel
- 1884–1901 Karl Jungwirth
- 1901–1903 Josef Stanek
- 1903–1919 Josef Schuller
- 1919–1934 Julius Fasser
- 1934–1938 Hans Will
- 1938–1938 Franz Tarmann
- 1938–1945 Josef Tschernatsch
- 1945–1947 Josef Snieder
- 1947–1950 Johann Aichwalder
- 1950–1959 Ferdinand Samsinger
- 1959–1971 Josef Linauer
- 1971–1987 Josef Prommer
- 1987–1997 Paul Dounik
- 1998–2008 Kurt Leitner (SPÖ)
- 2008–2010 Kurt Haller (SPÖ)
- od roku 2010 Hermann Dullnig (SPÖ)

Je známo především okruhem série Formule 1 Red Bull Ring a letištěm s moderními letadly Eurofighter, které Rakousko nedávno nakoupilo. Zeltweg je rovněž město zaslíbené sportu. Působí zde hokejisté, fotbalisté i tenisté. Zejména hokejový klub EV Zeltweg, za nějž hráli i český brankář Robert Slávik a slovenský útočník Jozef Daňo, dosáhl ve druhé nejvyšší rakouské hokejové lize (Nationalliga) v nedávné minulosti několika úspěchů (vicemistr v sezónách 2005/06 a 2006/07).